# Sozópetra
Sozópetra (em grego: Σωζόπετρα; romaniz.: Sōzópetra; também em grego: Ζιζόατρα; romaniz.: Zizóatra e em grego: Ζάπετρα; romaniz.: Zápetra; em árabe Zibaṭra ou Zubaṭra) é uma antiga cidade de Capadócia, Anatólia Central, que faz fronteira com a Síria, 56 km a sudoeste de Melitene. Segundo fontes bizantinas, Sozópetra foi a cidade natal de Almotácime. Porém, historiadores sugerem que este testemunho teve origem de uma lenda posterior, criada em paralelo à captura de Sozópetra em 837 com a do local de nascimento do imperador Teófilo (Amório), em 838. É plausível que este mito tenha sido criado pelos historiadores bizantinos, com o intuito de enfraquecer a importância da derrota dos império em Amório, bem como a causa da anterior captura do berço do califa, comandada por Teófilo. Em contraste, alguns documentos históricos credibilizam a informação das fontes bizantinas como a mais provável.
Em 838, durante a campanha militar do califa abássida Almotácime (r. 833–842), uma das muitas operações militares árabes organizadas contra o Império Bizantino desde o século VII até ao século XI, com o principal objetivo de enfraquecer o Império e ganhar controle sobre a Ásia Menor e do Ocidente que resultou numa tremenda destruição da cidade; o papel decisivo sobre a realização desta batalha, bem como a intensa atmosfera em que se baseou a operação sob o nome dos árabes, foi fracassado pela vitória do imperador Teófilo em 1837, durante a qual Sozópetra foi destruída e numerosas atrocidades foram cometidas contra a população da cidade. Após este acontecimento, e em combinação com a política bizantina que apoiava os rebeldes persas governados por Bābak, Almotácime projetou uma rápida e dinâmica reacção militar. Porém, os problemas que enfrentou dentro do califado, devido à rebelião persa, adiou o cumprimento do seu objetivo. As tropas árabes suprimiram o movimento de Bābak e capturaram o seu líder em setembro de 837 (Bābak foi executado em janeiro de 838). Com isto, o governante árabe conseguiu finalmente direcionar todas as suas forças contra o Império Bizantino (ver: Batalha de Anzen).